# Jonathan Estrada Becerra
Jonathan Paúl Estrada Becerra (Quito, 28 de septiembre de 1986) es un actor y presentador ecuatoriano.

## Biografía
Nació el 28 de septiembre de 1986 en Quito, Ecuador.
A partir de los cuatro años, mostró interés en el fútbol, formando parte del equipo escolar "Fe y Alegría".
Estudió en el Instituto Nacional "Mejía". Jonathan Estrada muestra humor en la televisión y pasión en las tablas.
Hasta la edad de diecisiete años, fue miembro de las ligas inferiores del equipo de Liga Deportiva Universitaria de Quito, dejando la práctica de este deporte debido a una lesión crónica en la cadera. Posteriormente, se incorporó a una agencia de modelaje, logrando titularse como modelo publicitario.
Ingresó a la Universidad Católica de Quito para seguir la carrera de administración, sin embargo, la dejó a un lado para dedicarse a la formación artística, siendo compañero del actor ecuatoriano Silvio Villagómez.
Estrada actuó por primera vez en una adaptación de la obra teatral Lisístrata, dirigida por Marcelo Luje.
En 2010, incursionó en la televisión con la telenovela "La taxista" con su personaje Marcelo Guamán, logrando trasladarlo a la serie de Ecuavisa "El Combo Amarillo", estrenada en el 2011.[cita requerida]
En 2013, Estrada fue parte del versión ecuadoriano del competición talento mundial Ecuador Tiene Talento, al cual se incorporó como presentador cómico, continuando con esta posición hasta su última temporada en 2017.
En 2016, ingresa a laborar en el matinal televisivo En Contacto, además de hacer una participación especial en la telenovela 3 Familias, y a mediados del mismo año participa en la telenovela La Trinity.[cita requerida]
Estrada presenta actualmente su propia entrevista y programa de comedia en YouTube, Las Huecas, producido por Estrada Producciones; que se filma dentro de un pequeño estudio similar a una "cueva" (o un "hueco en la pared"), pero que incluye un bar de bebidas alcohólicas, una pequeña cocina, sofás y más comodidades. El programa es muy irónico, coqueto y entretenido; Estrada entrevista a diferentes celebridades y figuras públicas ecuatorianas y latinoamericanas, y se mete en problemas bebiendo con ellos, actuando loco y hablando de comida. Un gran parte de las bromas del programa se basa en metáforas, de ahí el título "mi hueco". A partir de marzo de 2023, el canal tiene más de 350 mil suscriptores con 375 vídeos subidos al sitio.

## Vida personal
Tras cinco años de relación amorosa, a inicios del 2020, se comprometió con la cantante ecuatoriana Dayanara Peralta; a fines de enero de 2021, contrajeron matrimonio.

## Filmografía

### Series y telenovelas
| Año       | Título            | Personaje              |
| --------- | ----------------- | ---------------------- |
| 2016-2018 | La Trinity        | ChochoMote Caisaguano  |
| 2016      | 3 familias        | Domingo Dávalos        |
| 2013      | El Sanduchiito    | Marcelo Guamán (cameo) |
| 2011-2016 | El combo amarillo | Marcelo Guamán         |
| 2010-2011 | La taxista        | Marcelo Guamán         |

### Programas
| Año       | Título                | Rol         |
| --------- | --------------------- | ----------- |
| 2021-2023 | Las Huecas            | Presentador |
| 2019      | Prueba de amor        | Presentador |
| 2018      | Te paso viendo        | Presentador |
| 2018      | En contacto           | Presentador |
| 2016      | En contacto           | Presentador |
| 2013-2017 | Ecuador tiene talento | Presentador |

## Teatro
- 2017, La Trinity On Vacation, interpretando a ChochoMote.
- 2015, El Bombazo, interpretando al Cabo Becerra.
- 2011, ¡Precaución! Flaca cruzando, interpretando al novio de la Flaca.